# Creagrutus hysginus
Creagrutus hysginus är en fiskart som beskrevs av Harold, Vari, Machado-allison och Provenzano, 1994. Creagrutus hysginus ingår i släktet Creagrutus och familjen Characidae. Inga underarter finns listade i Catalogue of Life.